# Lüder Rutenberg
Lüder Rutenberg (n. 8 februarie 1816, Bremen, Germania – d. 14 iunie 1890, Bad Harzburg, Saxonia Inferioară, Germania) a fost un arhitect, constructor⁠(d) și proprietar de fabrici de bere⁠(d) din orașul hanseatic⁠(d) Bremen (astăzi parte componentă a Germaniei). A rămas cunoscut în calitate de constructor a numeroase case terasate de tip Bremer Haus⁠(d) care au împânzit în acea vreme o mare parte a orașului hanseatic, precum și ca unul dintre fondatorii companiei producătoare de bere Kaiserbrauerei Beck & May o.H.G. (în prezent Brauerei Beck).

## Biografie

### Origine
S-a născut la 8 februarie 1816 în orașul hanseatic Bremen. ca fiu al constructorului Diedrich Christian Rutenberg⁠(d) (1782–1861) și al Bertei Rutenberg, născută Vagt (1778–1849). Provenea dintr-o familie veche și respectată de constructori: bunicul său, Johann Georgen Rutten Berg (1749–1810), care și-a schimbat numele în Johann Jürgen Rutenberg, fusese agricultor și devenise un constructor de succes, dar niciuna dintre clădirile construite de el nu s-a mai păstrat în prezent, iar tatăl său, Diedrich Christian Rutenberg, a construit, printre altele, clădirea de recepție a Rembertistift⁠(d) cu o poartă de trecere într-o curte interioară spațioasă și cincisprezece case în diferite locuri de pe bulevardele Am Wall⁠(d) și Altenwall, dintre care treisprezece au fost distruse în timpul celui de-al Doilea Război Mondial.
Familia Rutenberg era destul de numeroasă, așa cum era obiceiul în acea vreme: Lüder avea trei frați (Johann Georg, Diedrich Christian și Johann Hermann) și trei surori (Metta, Betty și Gesine). Toți cei patru fii au învățat meseria de constructor, la fel ca bunicul și tatăl lor.
Lüder a urmat studiile elementare la Școala Latină și la Școala Remberti din Bremen din 1820 până în 1832, iar, după absolvirea acestora la vârsta de 16 ani, a devenit ucenic în compania tatălui său. Perioada de ucenicie s-a încheiat în anul 1836, iar tânărul a efectuat anii de călătorie în calitate de calfă în domeniul construcțiilor până în 1840, ajungând la Copenhaga, Sankt Petersburg, Berlin, Paris și, în final, în Italia, și, în același timp, a studiat fizica, chimia și tehnica la Universitatea din Berlin. S-a întors la Bremen în 1841 și a fost angajat în compania tatălui său.

### Cariera de om de afaceri

#### Construcții

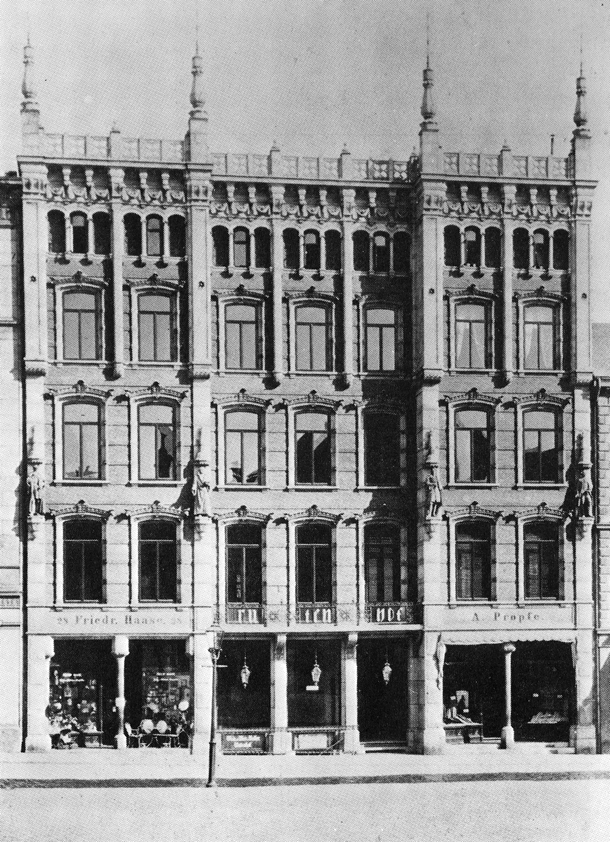
Clădirea Rutenhof din piața Domshof a Bremenului (construită în 1873–1875, demolată în 1967/1968)

În anul 1847 a fondat propria sa întreprindere, care a devenit curând una dintre cele mai mari companii de construcții din Bremen. Lüder Rutenberg a avut un succes deosebit în calitate de constructor al străzilor rezidențiale tipice cu case terasate⁠(d) cu unul sau două etaje în perioada extinderii către suburbii a orașului. În acea vreme, proprietarii companiilor de construcții construiau străzi întregi pe cont propriu și vindeau casele și apartamentele cu profit.
Primul proiect important de construcții al lui Rutenberg a fost clădirea Kunsthalle Bremen⁠(d) de pe strada Am Wall⁠(d) nr. 207, care a fost construită, după planurile sale, în perioada 1847–1849. Sala a fost reconstruită și extinsă la începutul secolului al XX-lea de arhitectul Eduard Gildemeister⁠(d). În anul 1849 Senatul orașului hanseatic Bremen⁠(d) a respins cererea lui Rutenberg de acordare a unei autorizații pentru construirea la Bremen a unor clădiri de apartamente pentru 22 de familii, care aveau dimensiuni similare cu cele de la Hamburg sau de la Berlin. Dacă cererea sa ar fi fost acceptată, ea ar fi avut un impact major asupra aspectului multor zone rezidențiale din Bremen.
Rutenberg a construit numeroase case terasate de tip Bremer Haus⁠(d) care au împânzit în acea vreme o mare parte a orașului hanseatic. Un număr de 122 de clădiri construite de el între anii 1851 și 1873 au fost incluse pe lista monumentelor protejate din Bremen. Mai multe clădiri de locuințe au fost construite din 1862 până în 1910 în sectorul estic Fesenfeldviertel. Rutenberg a construit numeroase case terasate pentru familiile bogate pe străzi ca Kohlhökerstraße⁠(d), Contrescarpe⁠(d) și Humboldtstraße⁠(d). Străzile (actuale) Rutenstraße⁠(d) și Mathildenstraße cu ansamblul Mathildenstraße⁠(d) (1866–1871) au fost aproape complet proiectate de el.
În perioada 1862–1864 și-a construit propria sa locuință – Casa Rutenberg⁠(d) – pe strada Dobben nr. 91, care conținea camere de locuit și chiar o sală de bal la etaj. Această clădire a rămas în proprietatea familiei până în anii 1920, când a fost cumpărată de primăria orașului și a servit de atunci ca sediu al autorității municipale de sănătate, al autorității municipale de comerț și al arhivei de stat. Astăzi se află acolo sediul Ortsamt Mitte. Autoritățile au plănuit la un moment dat demolarea clădirii și construirea în acest loc a unei școli (Bürgermeister-Smidt-Schule), dar acest plan a fost abandonat. Această clădire – la fel ca numeroase alte clădiri ale sale – este inclusă în prezent în lista monumentelor protejate.

#### Producerea berii

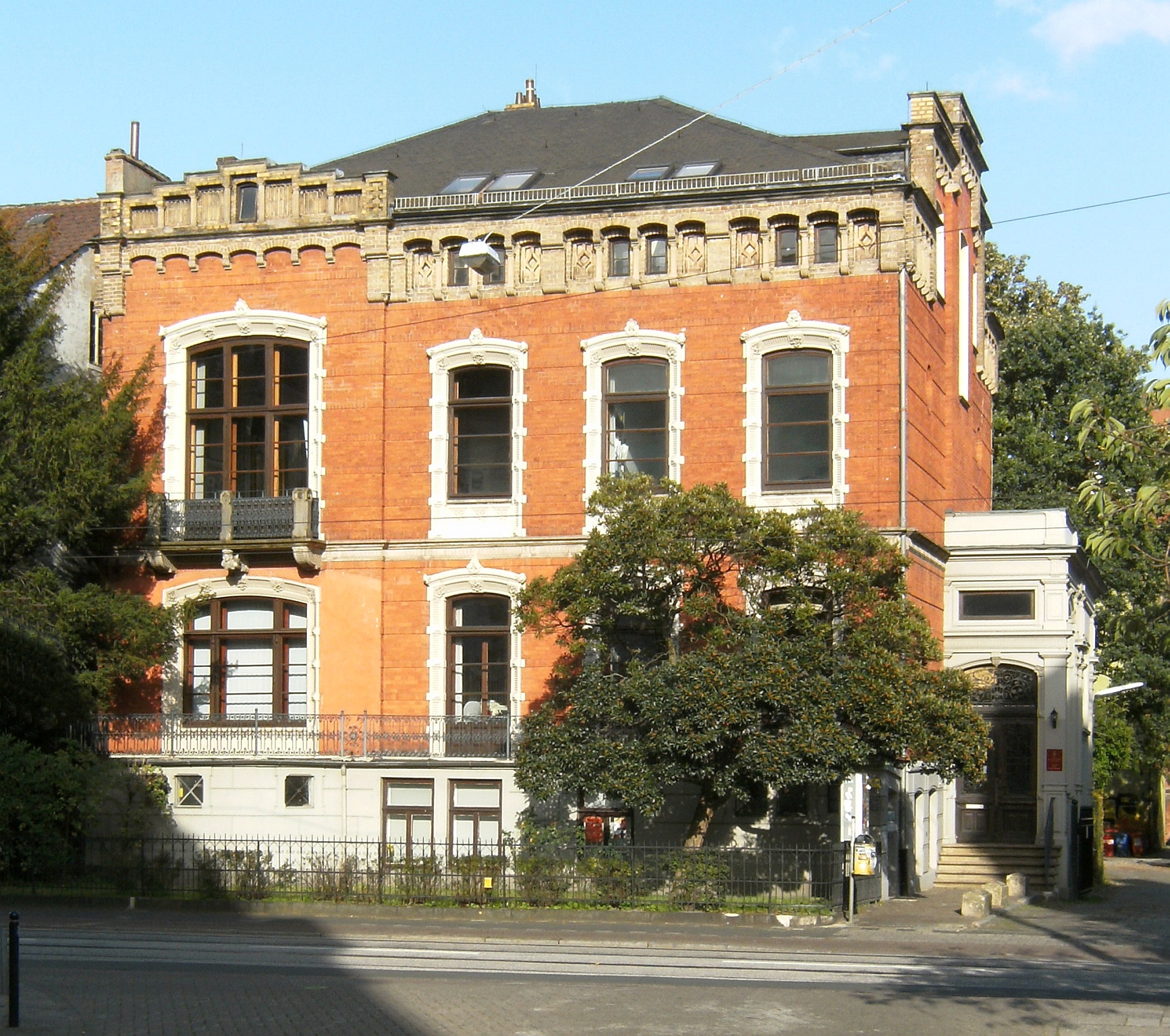
' de pe strada Dobben nr. 91, în care a locuit familia Rutenberg începând din 1864

În 1853, Rutenberg a intrat în afacerile cu bere și, luându-i ca parteneri pe sora și cumnatul său, a achiziționat compania Rungesche Brauerei de pe Bleicherstraße⁠(d) din cartierul Ostertor, pe care a redenumit-o St. Pauli-Brauerei⁠(d) în 1857 și a dezvoltat-o cu ajutorul meșterului berar Heinrich Beck (angajat în 1864) până în 1870, când a ajuns cea mai mare fabrică de bere din Bremen. Experiența dobândită în timpul șederii sale în America l-a făcut pe Beck să devină în scurt timp omul care conducea efectiv fabrica de bere, el contribuind la creșterea producției și extinderea fabricii. Mai târziu, Rutenberg a cumpărat câteva fabrici mici de bere și l-a luat ca partener pe Beck.
St. Pauli-Brauerei era cea mai mare dintre cele 17 fabrici de bere care funcționau în acea vreme la Bremen, dar mecanizarea producției și liberalizarea comerțului au dus curând la înjumătățirea numărului de fabrici de bere locale, prin închiderea micilor întreprinderi de familie care nu puteau să țină pasul cu progresul. În acest context economic dificil, situația companiei St. Pauli-Brauerei a fost afectată, de asemenea, de conflictul care a izbucnit între Lüder Rutenberg și partenerul său, Carl Ludwig Wilhelm Brandt, iar, din acest motiv, Rutenberg (care pierduse o mare sumă de bani ca urmare a scăderii prețului acțiunilor) a încercat să-l convingă pe Beck să înființeze împreună o nouă fabrică de bere.
La 27 iunie 1873 Rutenberg a fondat, împreună cu Heinrich Beck (fostul meșter berar) și cu agentul comercial Thomas May (fostul procurist), o companie producătoare de bere (cu sediul în sectorul sudic Neustadt), care a purtat inițial numele Kaiserbrauerei Beck & May o.H.G.. Compania fondată de cei trei a cumpărat clădirea fabricii falimentare Neustadts-Aktien-Brauerei. Berea Kaiserbrauerei a început să fie vândută începând din aprilie 1874 în sticle verzi suflate manual către restaurantele din zona Bremenului și în același an a fost distinsă cu o medalie de aur pentru cea mai bună bere de către prințul moștenitor Frederic, viitorul rege al Prusiei și împărat al Germaniei (1888) la Expoziția Internațională de Agricultură de la Bremen. La 26 septembrie 1874, un angajat, concediat pentru incompetență, a intrat în biroul lui Rutenberg și a tras două focuri de revolver asupra lui, dar a ratat ținta și a fost arestat.
Thomas May a ieșit din afacere la 1 octombrie 1875, în urma unui conflict de afaceri cu Beck, care, potrivit prevederilor acordului contractual, a trebuit soluționat de Rutenberg. Compania a fost redenumită „Kaiserbrauerei Beck & Co.”, ca urmare a faptului că Rutenberg nu a fost interesat să-și includă numele în denumirea companiei. Acțiunile lui May au fost preluate de Johann Marwede, ginerele lui Lüder Rutenberg, proprietarul unei agenții comerciale. Prin implicarea noului partener, a fost organizat în anul 1875 un prim transport de bere către Indiile de Est Olandeze prin portul Bremerhaven. Compania a obținut astfel în acel an un profit de 60.000 de mărci.
Schimbarea partenerilor a generat unele mutări strategice: astfel, Heinrich Beck a renunțat să se mai implice în activitatea comercială a companiei pentru a se concentra asupra activității de producție. Această decizie strategică s-a dovedit curând a avea mare succes. Eliberat de o parte a sarcinilor administrative, Beck a dezvoltat în anul 1876 o bere în stil pilsner (o bere de fermentație inferioară), care putea fi păstrată proaspătă o perioadă de timp mai îndelungată (luni de zile), fiind astfel ideală pentru transportul maritim peste ocean. Succesul berii pilsner a companiei Beck a fost confirmat în anul 1876 prin obținerea premiului I și a medaliei de aur pentru „cea mai bună bere continentală” (europeană) la Expoziția Centenară de la Philadelphia⁠(d). Cele două medalii și cheia de pe stema orașului hanseatic Bremen⁠(d) au fost incluse un an mai târziu pe eticheta sticlei de bere Beck’s.
În anul 1882, la un an după moartea lui Beck, Lüder Rutenberg s-a retras de la conducerea fabricii de bere și a predat această funcție ginerelui său, Lambert Leisewitz, soțul fiicei sale, Helene. Leisewitz a extins și modernizat fabrica și în 1884 a înregistrat eticheta ovală cu o cheie orientată spre dreapta, cu o formă diferită de cea de pe stema orașului, din cauza neințelegerilor cu Primăria orașului Bremen, care nu a vrut să fie asociată cu producția de alcool. Exporturile berii au început în anul 1886, atunci când a fost deschisă o linie regulată și rapidă de transport cu vapoarele cu aburi (Reichspostdampferlinie⁠(d)) către Orientul Îndepărtat. Răcirea berii nu s-a mai realizat începând din 1888 cu gheață naturală, ci cu gheață fabricată la mașină.

### Viața personală

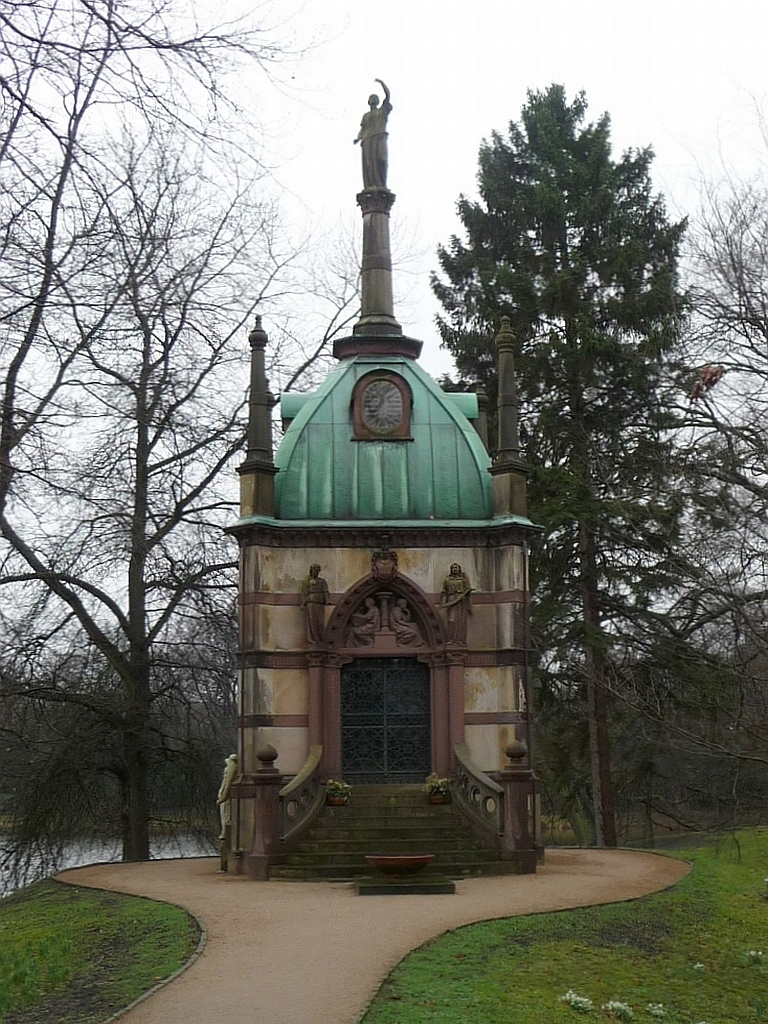
Mausoleul Rutenberg din din Bremen

Rutenberg s-a căsătorit în 1849 cu Mathilde Merker (1820–1890), iar tânăra familie s-a mutat în același an într-o casă din zona „Am Häfen” construită de Lüder. Soții au avut împreună cinci copii: un fiu (Diedrich Christian, născut în 1851) și patru fiice (Helene, Betti, Mathilde, poreclită Tilly, și Clara). Familia ducea o viață destul de simplă, în ciuda prosperității ei, mai ales în primii 10-15 ani, iar copiii nu au fost răsfățați. Singurele zile de relaxare erau duminicile și sărbătorile locale, când Lüder își lua familia și se deplasa cu căruța în locurile unde erau organizate serbările câmpenești. Familia Rutenberg s-a mutat abia în 1864 în Casa Rutenberg⁠(d) de pe strada Dobben nr. 91, o clădire pe care antreprenorul o construise special pentru el în perioada 1862–1864.
Singurul său fiu, Diedrich Christian Rutenberg (1851–1878), nu a continuat tradiția strămoșilor săi în domeniul construcțiilor și a fost atras mai mult de științele naturii. A studiat medicina și științele naturii la Universitățile din Jena și Heidelberg și și-a luat doctoratul la Heidelberg în 1875; a devenit medic oftalmolog, a inventat instrumente oftalmologice și a participat ca medic militar⁠(d) la Războiul Sârbo-Otoman⁠(d). A pornit ulterior într-o călătorie de cercetare botanică în Africa de Sud în 1877 și a explorat coloniile Natal⁠(d) și Transvaal, apoi s-a deplasat către Mozambic, Mauritius și Madagascar. A colectat câteva specii de plante și a fost ucis la 25 august 1878 de slujitorii săi locali din Madagascar. Jurnalul său de călătorie și colecțiile sale au fost salvate, iar câteva specii de plante au fost denumite după el.

### Moartea
Lüder Rutenberg a murit la 14 iunie 1890 și a fost înmormântat într-un mausoleu în stil neogotic (numărul mormântului AA 17/25) din Cimitirul Riensberg⁠(d) din Bremen, pe care îl construise în memoria fiului său ucis. În cel mai înalt loc al acoperișului din cupru verde se află o coloană corintică surmontată de o statuie în mărime naturală a lui Christian Rutenberg, realizată în anul 1883 de sculptorul local Diedrich Samuel Kropp⁠(d) (1824–1913). Soția sa și descendenții celor trei fiice (familiile Leisewitz, Marwede, Jenisch) au fost înmormântați mai târziu în acest mausoleu, așa cum atestă plăcile memoriale din interior.
A lăsat în urma sa o „carte cu gânduri personale” (Denkbuch), care conține 17 capitole și aproximativ 140 de pagini și care se află acum în Muzeul Focke⁠(d) din Bremen (nr. inv. 2002.284). A început să scrie această carte la sfârșitul anului 1862, iar aproape toate însemnările au fost realizate în perioada unor sărbători importante, când a avut mai mult timp liber. Însemnările sale, care descriu perioada anilor de școală, de ucenicie și de călătorie, precum și proiectele sale de afaceri, reprezintă o perspectivă subiectivă asupra istoriei Bremenului din secolul al XIX-lea din punctul de vedere al unui constructor și industriaș. Cele trei fiice ale sale (care au purtat ulterior numele de familie Leisewitz, Marwede și Jenisch) au fost moștenitoarele acțiunilor de la fabrica de bere.

## Onoruri
Următoarele locuri și instituții au purtat sau poartă numele lui:
- Strada Rutenstraße din cartierul Ostertorviertel⁠(d) al sectorului central Bremen-Mitte.[13]
- Clădirea în stil victorian Rutenhof din partea de vest a pieței Domshof⁠(d) din sectorul Bremen-Mitte, care a fost construită între anii 1873 și 1875 pe locul unde se aflau trei case de pastori și a fost demolată în 1967/1968.[13]
- Fundația Rutenberg (Rutenbergstiftung) de pe Humboldtstraße din Bremen, fondată de el în 1861 din banii lăsați moștenire de tatăl său.
- Strada Rutenbergstraße din orașul Bremerhaven.[13]
- Pavilionul Rutenberg (Rutenbergpavillon) din parcul Bürgerpark⁠(d) din Bremen, care a fost construit în 1870 și donat de el.[13]
- Strada Mathildenstraße⁠(d) a fost numită în jurul anului 1867 după soția sa, Mathilde Rutenberg, născută Merker.[13][26]